# Prislich
Prislich là một đô thị ở huyện Ludwigslust, bang Mecklenburg-Vorpommern, Đức. Đô thị này có diện tích 29,14 km², dân số thời điểm 31 tháng 12 là 824 người.